# Dan Sullivan (homme politique, 1964)
Pour les articles homonymes, voir Dan Sullivan.
Daniel Scott Sullivan, dit Dan Sullivan, né le 13 novembre 1964 à Fairview Park (Ohio), est un homme politique américain, membre du Parti républicain et sénateur de l'Alaska au Congrès des États-Unis depuis 2015.

## Biographie

### Secrétaire d'État assistant des États-Unis
Diplômé de Harvard et Georgetown, Dan Sullivan est membre du Corps des Marines à partir de 1993. En 2006, il intègre l'administration du président George W. Bush en tant que secrétaire d'État assistant des États-Unis chargé des Affaires économiques et commerciales.

### Mandats en Alaska
Sullivan est nommé procureur général de l'Alaska en 2009 par la gouverneur Sarah Palin après l'aval de la législature de l'Alaska. En 2010, il devient commissaire au département des ressources naturelles de l'État, fonction qu'il occupe jusqu'en 2013 sous Sean Parnell.

### Retour à Washington, D.C.
Candidat du Parti républicain lors des  élections sénatoriales du 4 novembre 2014, il est élu sénateur de l'Alaska en obtenant 47,96 % des voix, devançant son adversaire Mark Begich, sénateur sortant et candidat du Parti démocrate, qui totalise 45,93 %.